# دن کارتر
دن کارتر (به انگلیسی: Dan Carter) (زاده ۵ مارس ۱۹۸۸ - نیوزلند) بازیکن حرفه‌ای راگبی است. او در حال حاضر ۲۹ سال سن دارد و در مدرسه‌های Ellesmere College و Christchurch Boys High School پرورش یافته. او بیشترین امتیاز کل تاریخ راگبیList of leading Rugby union Test point) scorers) و همچنین بیشترین امتیاز را در کل تاریخ سوپرلیگ نیوزلند (list of top Super rugby point scorers) کسب کرده. او همراه با Richie McCaw حقوق سالیانه ۷۵۰٬۰۰۰ دلار نیوزلند دارد که بیشترین حقوق یک بازیکن در نیوزلند است.

## باشگاه‌ها
او کار خود را در باشگاه ایالتی Canterbury در سال ۲۰۰۲ آغاز کرد و در سال ۲۰۰۳ برای بازی در سوپرلیگ توسط Crusaders انتخاب شد. در آغاز کار حرفه‌ای اش او همراه با Crusaders به فینال مسابقات ۲۰۰۳، ۲۰۰۴، ۲۰۰۵، ۲۰۰۶ و ۲۰۱۱ رسید اگرچه آن‌ها در سال‌های ۲۰۰۳ و ۲۰۰۴ و ۲۰۱۱ در فینال شکست خوردند. او به صورت مرتب با Andrew Mehrtens کار می‌کرد البته تا قبل از فصل ۲۰۰۴ که او تیمشان را ترک کرد. Crusaders در سال‌های ۲۰۰۵ و ۲۰۰۶ قهرمان مسابقات شد و در فصل ۲۰۰۶ کارتر با کسب ۲۲۱ امتیاز به تنهایی عنوان امتیاز آورترین بازیکن را از آن خود کرد. بعد از آن او به تیم Cardiff Blues در لیگ ولز موسوم به Magners League رفت، سپس در لیگ انگلیس (Guinness Premiership) به تیم Northampton Saints پیوست. در فصل بعد به لیگ فرانسه (Top ۱۴) و به تیم RC Toulonnais رفت که در آوریل ۲۰۰۸ او بیشترین قرارداد تاریخ راگبی را به ارزش £۷۵۰٬۰۰۰ در سال را با این تیم امضا کرد. در ژوئن ۲۰۰۸ کارتر تصمیم گرفت تا با باشگاه فرانسوی Perpignan یک قرارداد ۶ ماهه در زمان استراحت فصل ببندد، قراردادی که طی آن کارتر برای هر بازی £۳۰٬۰۰۰ دریافت می‌کرد. در ۳۱ ژانویه ۲۰۰۹ تاندون آشیل پای کارتر در تیم Perpignan پاره شد اما او خیلی زودتر از چیزی که همه انتظار داشتند به میادین بازگشت و در مسابقات آزاد Air New Zealand Cup در سال ۲۰۰۹ تیم Canterbury را همراهی کرد. او هم‌اکنون دارای عنوان امتیاز آورترین بازیکن تاریخ سوپرلیگ نیوزلند است.

## تیم ملی
دن کارتر اولین بازی ملی اش را در سال ۲۰۰۳ و در سن ۲۱ سالگی مقابل ولز انجام داد که در آن بازی ۲۰ امتیاز کسب کرد. پس از آن مقابل تیم ملی فرانسه قرار گرفت که آن بازی را ۳۱ – ۲۳ پیروز شدند. او همچنین در بازی با استرالیا تعویض شد بازی ای که آن را با نتیجهٔ ۵۰ – ۲۱ پیروز شدند. بعد از آن دن کارتر در لیست بازیکنان جام جهانی ۲۰۰۳ قرار گرفت در حالی که آن اولین مسابقات جدی بین‌المللی او بود. کارتر در مرحلهٔ دوم تورنمنت از نیمکت نشینی‌های زیاد خسته شد و تیم ملی نیوزلند را بدون یک پنالتی زن حرفه‌ای ترک کرد. به هر حال او مقابل ایتالیا در ملبورن بازی کرد که آن بازی را ۷۰ – ۷ پیروز شدند آن‌ها همچنین مقابل کانادا و تونگا هم پیروز شدند. اگرچه او از ۲۰۰۳ تا به حال در تیم ملی نیوزلند حضور دارد اما از سال ۲۰۰۴ کاملاً پست‌های ۱۰ و ۱۲ را پوشش داده.
در ۲۷ نوامبر ۲۰۱۰ بعد از این که او یک پنالتی از نیمهٔ زمین به ولز زد، توانست رکورد بیشترین امتیاز را که تا قبل از آن با ۱۱۷۸ امتیاز در اختیار جانی ویلکینسون انگلیسی بود را از او بگیرد. او تا به حال و در کل ۱۱۸۸ امتیاز (۲۹ ترای، ۲۰۸ کانورشن، ۲۰۷ پنالتی و ۲ دراپ گل) کسب کرده که میانگین هر بازی ۱۵ امتیاز را داراست. (بالاترین میانگین بین بازیکنانی که بیش ار ۵۰۰ امتیاز کسب کرده‌اند) او از سال ۲۰۰۳ که در تیم ملی نیوزلند است فقط ۹ بازی از بازی‌های این تیم را از دست داده.

## زندگی شخصی

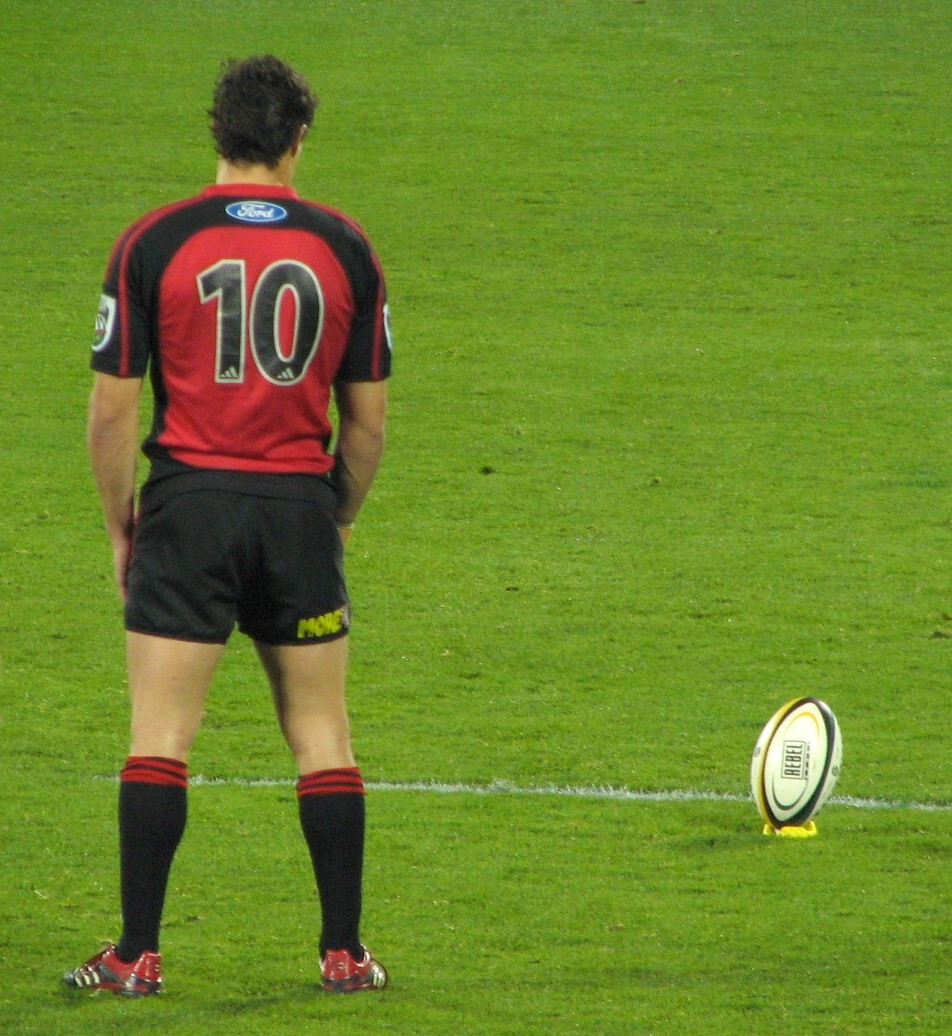
دن کارتر در سال 2006

در نوامبر ۲۰۰۶ کتابی منتشر شد به نام (Dan Carter: Skills & Performance) که در آن مطالبی در مورد زندگی شخصی وحرفه‌ای دن کارتر بود، همچنین مطالبی برای رشد بازیکنان جوان.
او در سال‌های ۲۰۰۴ و ۲۰۰۵ به عنوان زیباترین فیتنس مردانه در نیوزلند انتخاب شد. در سال ۲۰۰۸ توسط یکی از شبکه‌های آمریکا به عنوان یازدهم جهان و در سال ۲۰۱۰ به عنوان سومین مرد خوش‌استیل جهان انتخاب شد.
او مدل تبلیغاتی Jockey underwear هم هست.
در اکتبر ۲۰۱۰ او به مهاجم سابق تیم ملی هاکی نیوزلند Honor Dillon پیشنهاد ازدواج داد و وی هم قبول کرد. آن‌ها در تاریخ ۹ دسامبر ۲۰۱۱ ازدواج کرده‌اند.

## افتخارات
افتخارات شخصی:
۲۰۰۴- انتخاب به عنوان بهترین بازیکن سال از سوی Kelvin Tremain Memorial Trophy
۲۰۰۴- بازیکن سال سوپرلیگ
۲۰۰۵- انتخاب به عنوان بهترین بازیکن سال از سوی Kelvin Tremain Memorial Trophy
۲۰۰۵- بهترین بازیکن جهان از سوی IRB
۲۰۰۶- بازیکن سال سوپرلیگ
۲۰۱۰- امتیازآورترین بازیکن جهان
۲۰۱۰- شکستن رکورد جهانی کسب امتیاز
دن کارتر همچنین میانگین (۱۵٫۱) امتیاز در هر مسابقه را داراست.
Ccusaders:
۲۰۰۵- قهرمان سوپر ۱۲
۲۰۰۶- قهرمان سوپر ۱۴
۲۰۰۸- قهرمان سوپر ۱۴
Canterbury:
۲۰۰۱- قهرمان لیگ نیوزلند (ایر کاپ)
۲۰۰۴- قهرمان لیگ نیوزلند (ایر کاپ)
۲۰۰۹- قهرمان لیگ نیوزلند (ایر کاپ)
۲۰۰۹- قهرمان لیگ نیوزلند (ایر کاپ)
Perpignan:
۲۰۰۹- قهرمان لیگ فرانسه
تیم ملی نیوزلند:
۲۰۰۳- قهرمان مسابقات Tri Nations
۲۰۰۵- قهرمان مسابقات Tri Nations
۲۰۰۵- قهرمان Grand Slam
۲۰۰۶- قهرمان مسابقات Tri Nations
۲۰۰۷- قهرمان مسابقات Tri Nations
۲۰۰۸- قهرمان مسابقات Tri Nations
۲۰۰۸- قهرمان Grand Slam
۲۰۱۰- قهرمان مسابقات Tri Nations
۲۰۱۰- قهرمان Grand Slam
۲۰۱۱- قهرمان جام جهانی راگبی